# 2005 – 2008
2005-2008 es el nombre del segundo álbum recopilatorio de la banda mexicana de rock "Panda". Salió a la venta el 18 de noviembre de 2008.

## Información del álbum
Este álbum incluye 15 canciones, que fueron elegidas entre varias canciones de sus 3 últimos materiales. Para ti con desprecio, Amantes Sunt Amentes y Sinfonía Soledad. Este disco salió bajo el sello de su disquera Movic Records.

## Información del DVD
Contiene los videos de los sencillos de Para ti con desprecio, Amantes Sunt Amentes.

## Lista de canciones
- 1. Cita en el quirófano
- 2. Promesas/Decepciones
- 3. Cuando no es como debiera ser
- 4. No tienes oportunidad contra mi antipática imaginación
- 5. Hasta el final
- 6. So violento so macabro
- 7. Estoy más sohloh que ayer, pero menos que mañana
- 8. Narcisista por excelencia
- 9. Procedimientos para llegar a un común acuerdo
- 10. Tripulación, armar toboganes
- 11. Pathetica
- 12. Los malaventurados no lloran
- 13. Tus palabras punzocortantes...
- 14. Atractivo encontramos en lo más repugnante
- 15. Nunca nadie nos podrá parar (Gracias)

- Datos: Q5651536